# Antoine-Honoré Ricord
Antoine Honoré Ricord est un homme politique français né le 3 septembre 1756 à Grasse (Alpes-Maritimes) et décédé le 9 juin 1838 au même lieu.
Procureur du roi de la sénéchaussée de Grasse avant la Révolution, il devient président de l'administration du département du Var puis devient procureur impérial près le tribunal de première instance de Grasse. Il est député du Var en 1815, pendant les Cent-Jours.